# Massimo Sigala

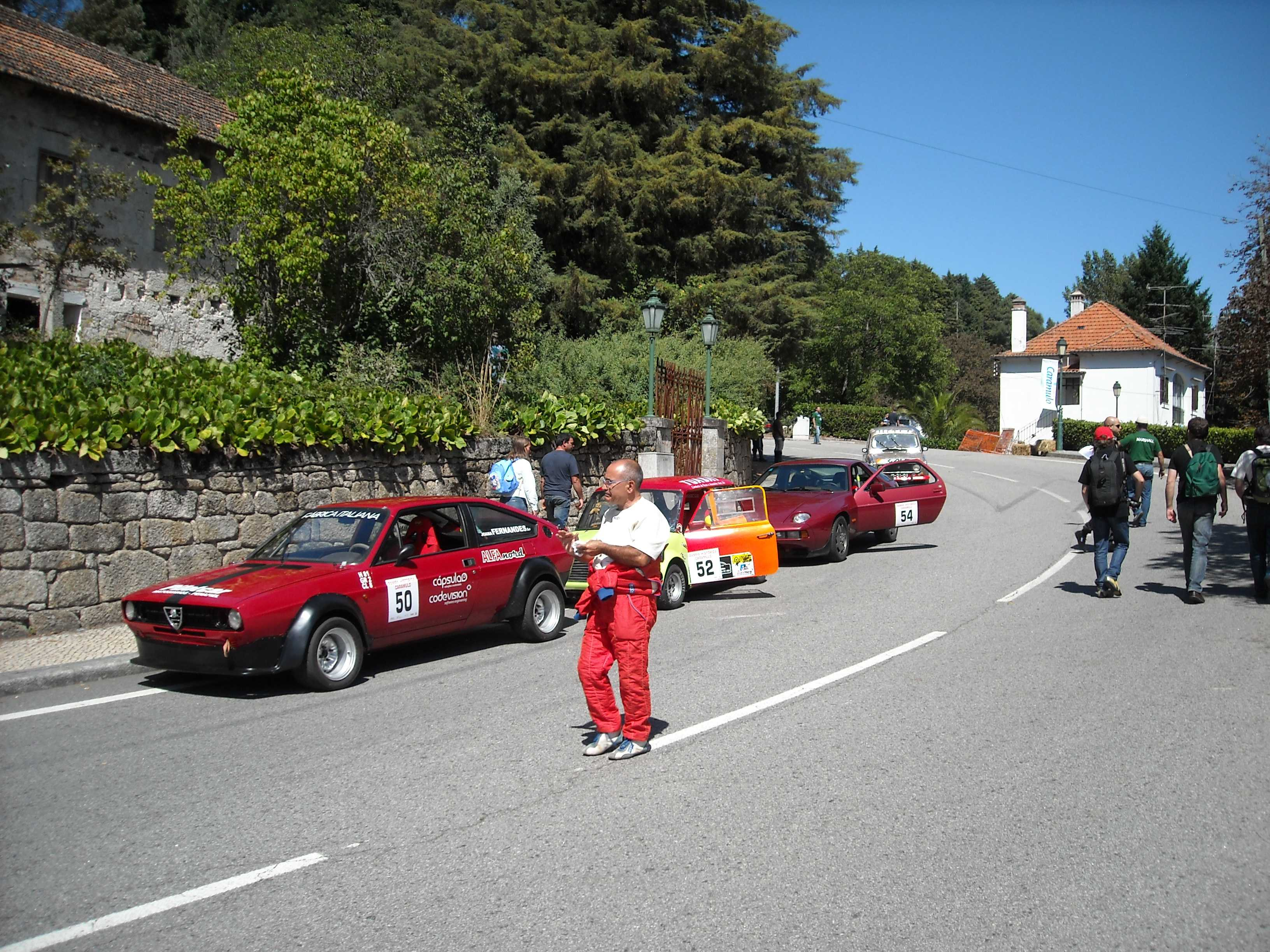
Mit einem Alfa Romeo Alfasund Sprint (links) gewann Sigala 1979 seine zweite Cup-Meisterschaft

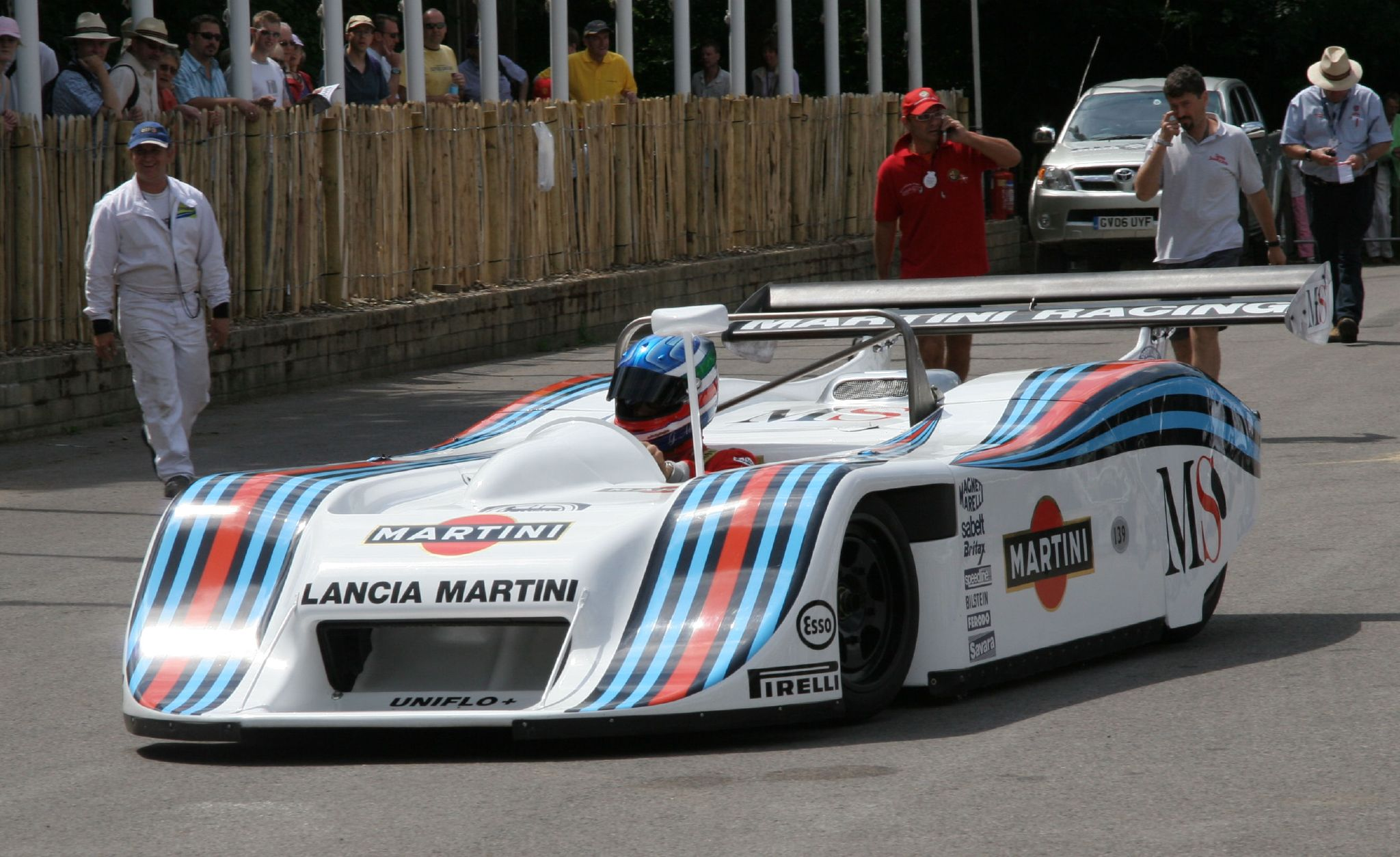
Seinen ersten Sportwageneinsatz hatte Sigala im Lancia LC1

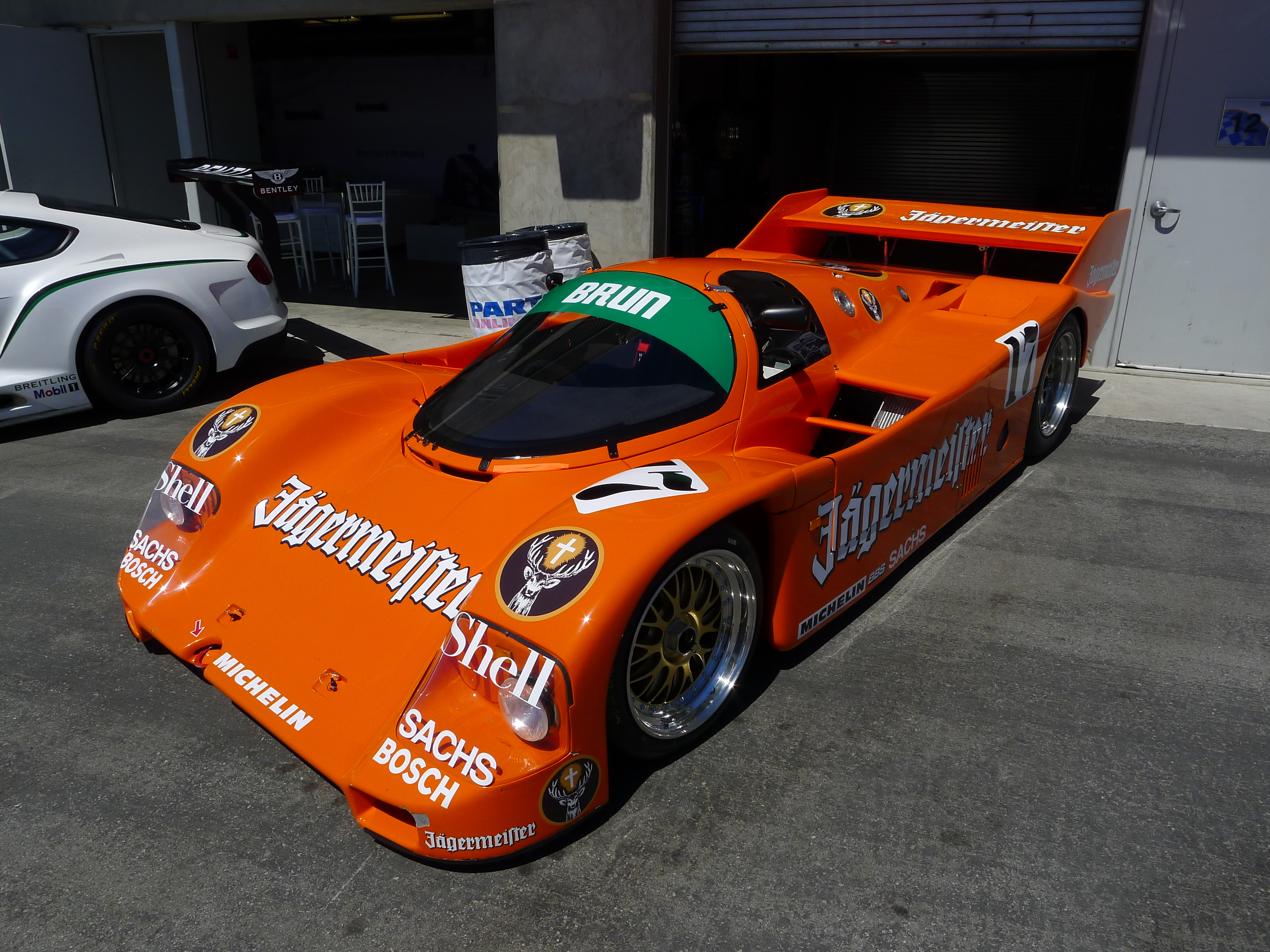
Brun-Porsche 962C mit der Originalstartnummer 17; Sigala's Einsatzwagen 1990 und 1991

Massimo Sigala (* 7. Januar 1951 in Messina) ist ein ehemaliger italienischer Autorennfahrer.

## Karriere
Massimo Sigala war in den späten 1980er- und frühen 1990er-Jahren einer der bekanntesten internationalen Sportwagenfahrer. Die Karriere des Sizilianers begann 1976 im italienischen Renault-5-Cup, dessen Gesamtwertung er 1978 gewann. 1979 wechselte er in den Alfasud-Cup, wo er die europäische Meisterschaft für sich entscheiden konnte. In den folgenden Jahren entwickelte er sich zu einem Spezialisten für Markenpokale. Er fuhr in der Procar-Serie und wurde 1982 hinter Joël Gouhier Gesamtzweiter im europäischen Renault-5-Turbo-Cup. Obwohl er in den folgenden Jahren längst im Sportwagensport aktiv war, blieb er den Markenpokalen bis zum Ende seiner Karriere treu. Dadurch konnte er fünf weitere Meisterschaften für sich entscheiden. 1986 siegte er in der europäischen Renault-Alpine-V6-Meisterschaft, ein Erfolg, den er 1987 und 1988 wiederholte. 1989 und 1990 gewann er diesen Markenpokal erneut, der zu dieser Zeit mit dem Renault-21-Fahrgestellen mit offenen Karosserien ausgefahren wurde.
Folgende Einsätze im Sportwagen hatte er 1983: Als Partner von Oscar Larrauri gab er auf einem Lancia LC1 sein Debüt beim 1000-km-Rennen von Silverstone, das mit einem Ausfall endete. Drei Wochen später, beim 1000-km-Rennen auf dem Nürburgring, gab es die erste Zielankunft. Das Rennen, das von Jacky Ickx und Jochen Mass im Werks-Porsche 956 gewonnen wurde, beendete er mit Partner Larrauri als Fünfter.
Im selben Jahr gab er auch sein Debüt beim 24-Stunden-Rennen von Le Mans, wo er bis 1995 insgesamt siebenmal am Start war, davon fünfmal als Pilot von Brun Motorsport. Die besten Platzierungen waren die siebten Plätze 1984 und 1988.
Erfolgreich war er auch im nordamerikanischen Sportwagensport. Zweimal beendete er das 12-Stunden-Rennen von Sebring als Gesamtdritter, 1991 gemeinsam mit Bernd Schneider und Bob Wollek im Joest-Porsche 962C sowie 1992 mit Oscar Larrauri und Giampiero Moretti wieder für Joest Racing.

## Statistik

### Le-Mans-Ergebnisse
| Jahr | Team                   | Fahrzeug      | Teamkollege       | Teamkollege    | Platzierung     | Ausfallgrund  |
| ---- | ---------------------- | ------------- | ----------------- | -------------- | --------------- | ------------- |
| 1983 | Scuderia Sivama Motor  | Lancia LC1    | Max Cohen-Olivar  | Oscar Larrauri | nicht klassiert |               |
| 1984 | Brun Motorsport        | Porsche 956   | Joël Gouhier      | Oscar Larrauri | Rang 7          |               |
| 1985 | Brun Motorsport        | Porsche 956   | Gabriele Tarquini | Oscar Larrauri | Ausfall         | Motorschaden  |
| 1986 | Brun Motorsport        | Porsche 962C  | Frank Jelinski    | Walter Brun    | Ausfall         | Ventilschaden |
| 1988 | Repsol Brun Motorsport | Porsche 962C  | Jesús Pareja      | Uwe Schäfer    | Rang 7          |               |
| 1990 | Brun Motorsport        | Porsche 962C  | Harald Huysman    | Bernard Santal | Rang 10         |               |
| 1995 | Euromotorsport Racing  | Ferrari 333SP | René Arnoux       | Jay Cochran    | Ausfall         | Motorschaden  |

### Sebring-Ergebnisse
| Jahr | Team                       | Fahrzeug      | Teamkollege     | Teamkollege       | Teamkollege | Platzierung | Ausfallgrund |
| ---- | -------------------------- | ------------- | --------------- | ----------------- | ----------- | ----------- | ------------ |
| 1989 | Momo Gebhardt Racing       | Porsche 962   | Michael Roe     | Giampiero Moretti | Derek Bell  | Rang 4      |              |
| 1991 | Joest Porsche Racing       | Porsche 962C  | Bernd Schneider | Bob Wollek        |             | Rang 3      |              |
| 1992 | Joest Racing               | Porsche 962C  | Oscar Larrauri  | Giampiero Moretti |             | Rang 3      |              |
| 1995 | Euromotorsport Racing Inc. | Ferrari 333SP | Elton Julian    | Fabrizio Barbazza |             | Rang 22     |              |

### Einzelergebnisse in der Sportwagen-Weltmeisterschaft
| Saison | Team                   | Rennwagen               | 1   | 2   | 3   | 4   | 5   | 6   | 7   | 8   | 9   | 10  | 11  |
| ------ | ---------------------- | ----------------------- | --- | --- | --- | --- | --- | --- | --- | --- | --- | --- | --- |
| 1983   | Sivama Brun Motorsport | Lancia LC1 Porsche 956  | MON | SIL | NÜR | LEM | SPA | FUJ | KYA |     |     |     |     |
| 1983   | Sivama Brun Motorsport | Lancia LC1 Porsche 956  |     | DNF | 5   | DNF |     |     | DNF |     |     |     |     |
| 1984   | Brun Motorsport Gaggia | Porsche 956             | MON | SIL | LEM | NÜR | BRH | MOS | SPA | IMO | FUJ | KYA | SAN |
| 1984   | Brun Motorsport Gaggia | Porsche 956             | DNF | DNF | 7   | 6   |     |     | 4   | 5   |     |     |     |
| 1985   | Brun Motorsport        | Porsche 956             | MUG | MON | SIL | LEM | HOK | MOS | SPA | BRH | FUJ | SEL |     |
| 1985   | Brun Motorsport        | Porsche 956             | DNF | 6   | DNF | DNF | 2   |     | DNF |     |     | 5   |     |
| 1986   | Brun Motorsport        | Porsche 956 Porsche 962 | MON | SIL | LEM | NÜN | BRH | JER | NÜR | SPA | FUJ |     |     |
| 1986   | Brun Motorsport        | Porsche 956 Porsche 962 | 3   | 11  | DNF |     | DNF |     |     | 9   |     |     |     |
| 1987   | Brun Motorsport        | Porsche 962             | JAR | JER | MON | SIL | LEM | NÜN | BRH | NÜR | SPA | FUJ |     |
| 1987   | Brun Motorsport        | Porsche 962             | 6   | 6   | 5   | DNF |     |     |     |     | 11  |     |     |
| 1988   | Brun Motorsport        | Porsche 962             | JER | JAR | MON | SIL | LEM | BRÜ | BRH | NÜR | SPA | FUJ | SAN |
| 1988   | Brun Motorsport        | Porsche 962             | 12  | 9   | 3   |     | 7   |     |     |     |     |     |     |
| 1990   | Brun Motorsport        | Porsche 962             | SUZ | MON | SIL | SPA | DIJ | NÜR | DON | MOT | MEX |     |     |
| 1990   | Brun Motorsport        | Porsche 962             |     | 12  | 8   | 14  |     |     |     |     |     |     |     |
| 1991   | Brun Motorsport        | Porsche 962             | SUZ | MON | SIL | LEM | NÜR | MAG | MEX | AUT |     |     |     |
| 1991   | Brun Motorsport        | Porsche 962             | 7   | 6   | 10  |     |     |     | 8   |     |     |     |     |